# Чумикова, Вероника Геннадьевна
Верони́ка Генна́дьевна Чу́микова (04.07.1994, Шихазаны, Канашский район, Чувашия) — российская спортсменка, чемпионка и призёр чемпионатов России по вольной борьбе. Призёр чемпионата Европы 2021 года. Член сборной команды страны с 2014 года. В мае 2021 года на мировом квалификационном турнире по спортивной борьбе завоевала олимпийскую лицензию в весовой категории до 57 килограммов на XXXII летние Олимпийские игры в Токио 2020 года.

## Образование
- Училась в Шихазанской СОШ имени М. Сеспеля[4].
- Окончила Ставропольское училище олимпийского резерва (2012)[5]
- Учащаяся Новочебоксарского училища олимпийского резерва (воспитанница Центра женской борьбы[6])
- Студентка факультета физической культуры Чувашского госпедуниверситета им. И. Я. Яковлева (с 2013)[5]

## Тренеры
- Боголюбов Владимир Арсентьевич[7].
- Исламов Ферзилах Исламович[8][9] (до 2013 года).
- Смирнова, Ольга Владимировна[10].
- Белов Николай Петрович[11][12].
- Гулгенов Цыденжаб Бальжинимаевич[13]

## Спортивные результаты
- V летняя Спартакиада учащихся России (Ставрополь, 2011) — [14]
- Кубок России 2014 года — ;
- Гран-при «Иван Ярыгин» 2014 года — ;
- Кубок мира по женской борьбе 2015 года (Санкт-Петербург) — [15]
- Чемпионат России по женской борьбе 2015 года — ;
- Klippan Lady Open-2015 (Клиппан, Швеция) — [16]
- Мемориал Маттео Пелликоне по вольной борьбе (2016, Сассари, Италия) — [17]
- XII Чемпионат мира по вольной, греко-римской и женской борьбе среди студентов (2016, Чорум, Турция) — [6][18]
- Голден Гран-при-2016 по вольной борьбе (Баку, Азербайджан) — [7][19]
- Открытый Кубок России по вольной борьбе среди женщин на призы Главы Чувашии (2016, Чебоксары) — [4][20].
- Гран-при «Иван Ярыгин»-2017 (Красноярск) — [21].
- Чемпионат России по женской борьбе 2017 года — .
- Открытый Кубок европейских наций по вольной, греко-римской и женской борьбе «Алроса» (Москва, 2017) — 1 место[22].
- Гран-при «Иван Ярыгин»-2018 (Красноярск) — [23].
- Турнир по вольной борьбе среди женщин China Open (Тайюань, Китай, 2018) — [24][25].
- Чемпионат России по женской борьбе 2018 года — .
- Чемпионат России по женской борьбе 2019 года — .
- XXIV международный турнир по вольной и женской борьбе «Baikal Open» на призы главы Бурятии (Улан-Удэ, 2019) — [26].
- Международный турнир «Гран-при Испании»-2019 (Мадрид) — [27].
- Международный турнир по женской борьбе Poland Open-2019 (Варшава) — [28].
- Гран-при «Иван Ярыгин»-2020 (Красноярск) — [29]
- Чемпионат России по женской борьбе 2020 года — [30]
- Международный турнир по женской борьбе Poland Open-2020 (Варшава) — [31]
- Индивидуальный Кубок мира по женской борьбе 2020 года — [32]
- Европейский лицензионный турнир по спортивной борьбе (Будапешт) — [33]
- Чемпионат Европы по борьбе 2021 года — ;
- Чемпионат России по женской борьбе 2022 года — ;
- Чемпионат России по женской борьбе 2025 года — ;

## Спортивные звания
- Кандидат в мастера спорта России (2013);
- Мастер спорта России (2015)[34].

## Награды
- Почетная грамота администрации Канашского района за активную, плодотворную работу в деле развития физической культуры и спорта, пропаганду здорового образа жизни (2016)[35]